# Eurytoma acroptilae
Eurytoma acroptilae är en stekelart som beskrevs av Zerova 1986. Eurytoma acroptilae ingår i släktet Eurytoma och familjen kragglanssteklar. Inga underarter finns listade i Catalogue of Life.